# Ronit
Der Vorname Ronit (hebräisch רונית) wird vorwiegend als weiblicher hebräischer Vorname verwendet. Dort ist er die weibliche Form des männlichen Vornamens Ron (רון). Dem Vornamen Ronit wird jedoch auch ein irischer und ein hinduistischer Ursprung zugesprochen. Im Hebräischen bedeutet er „Gesang“ oder „Freude“, in Hindu „Verzierung“, im Englischen „anmutig“, „graziös“. Im deutschen Sprachraum wird er als Unisex-Vorname sowohl für Jungen als auch für Mädchen – aber insgesamt eher selten – verwendet. Gelegentlich ist er auch ein Nachname.

## Namensträgerinnen
- Ronit Elkabetz (1964–2016), israelische Schauspielerin und Regisseurin
- Ronit Matalon (1959–2017), israelische Schriftstellerin
- Ronit Meroz (* 1970), israelische Hochschullehrerin für jüdische Philosophie und Talmud
- Ronit Yudkevitz (* 1965), israelisches Model und Schauspielerin
- Ronit Yurovsky (* 1993), US-amerikanische Tennisspielerin